# Захидный (Сватовский район)
Захидный (укр. Західний) — посёлок, относится к Сватовскому району Луганской области Украины.
Население по переписи 2001 года составляло 45 человек. Почтовый индекс — 92652. Телефонный код — 6471. Занимает площадь 1,009 км². Код КОАТУУ — 4424085502.

## Местный совет
92652, Луганська обл., Сватівський р-н, с. Петрівка, майдан Злагоди, 7  (укр.)